# مارتن ماتوش
مارتن ماتوش هو لاعب كرة قدم سلوفاكي في مركز الهجوم، ولد في 9 مارس 1982 في جيلينا في سلوفاكيا. لعب مع بييلسكو بياوا ونادي جيلينا ونادي داك 1904 دونيسكا ستريدا.

## وصلات خارجية
- مارتن ماتوش على موقع قاعدة بيانات كرة القدم.إي يو (الإنجليزية)
- مارتن ماتوش على موقع Soccerway.com (الإنجليزية)